# Gavi (eiland)
Gavi (Italiaans: Isola di Gavi) is een Italiaans eiland behorend tot de Pontijnse Archipel. Het eiland ligt 120 meter ten noordoosten van Ponza en behoort tot de gelijknamige gemeente in de provincie Latina in de regio Lazio. Het eiland heeft een lengte van ongeveer 700 meter en ligt in de Tyrreense Zee voor de westkust van Campania. Het hoogste punt van het eiland bevindt zich op 101 meter boven de zeespiegel. Gavi is niet geheel onbewoond; in een woning op het eiland wonen enkele mensen.
Op het ruige eiland zijn hagedissen te vinden die enkel op dit eiland voorkomen. Verder bestaat de fauna vooral uit muizen, konijnen en schorpioenen.

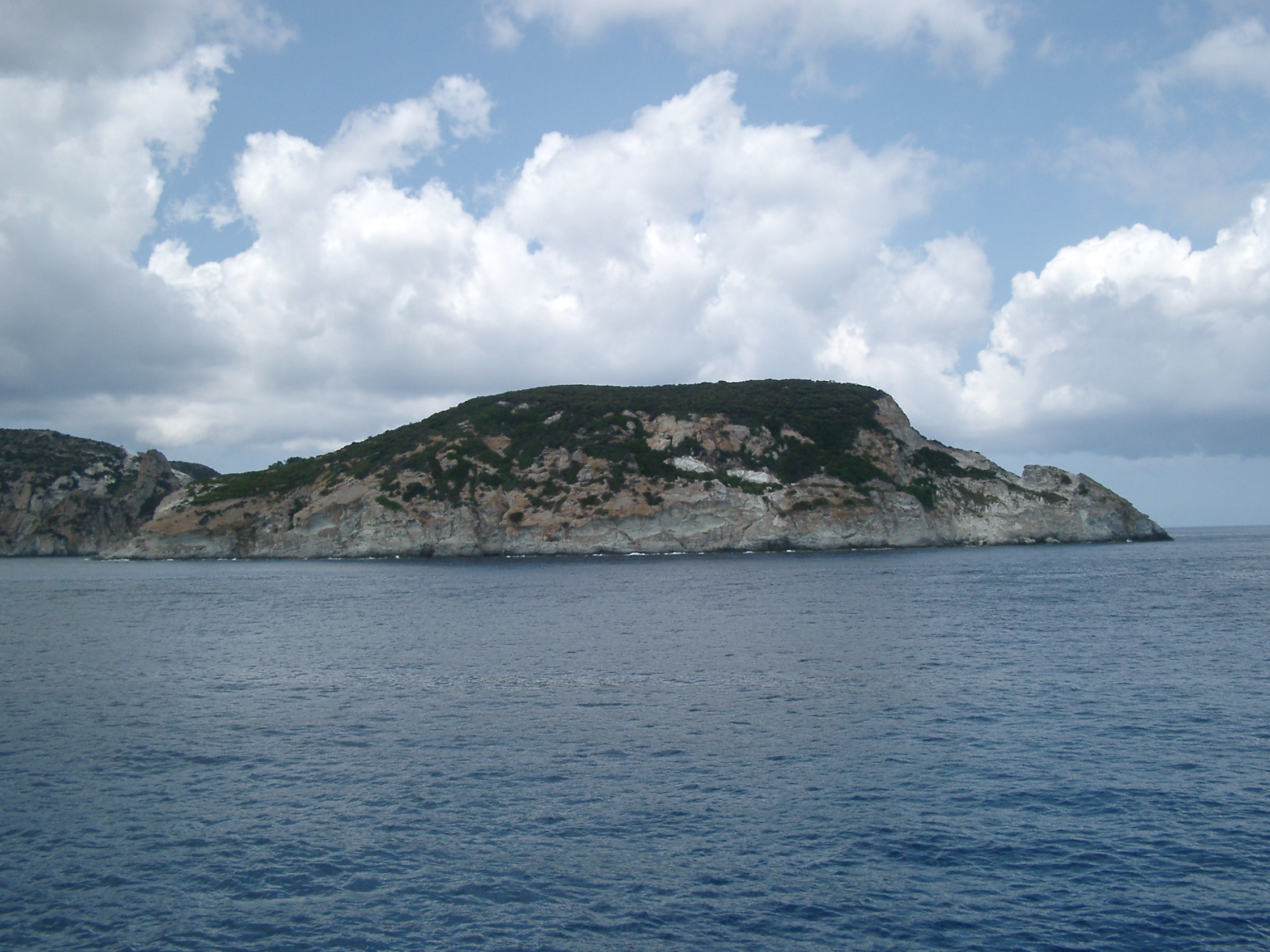
Gavi vanaf Ponza